# Fürigenbahn
| Fürigenbahn |                     |                           |             |
| Fahrplanfeld: | (1552)              |                           |             |
| Streckenlänge: | 0,3818 km           |                           |             |
| Spurweite: | 800 mm (Schmalspur) |                           |             |
| Maximale Neigung: | 730 ‰               |                           |             |
| |                     |                           |             |
| \| \| \| Harissenbucht (Stansstad) \| 437 m ü. M. \| \| \| \| Ausweichstelle \| \| \| \| \| Fürigen \| 639 m ü. M. \| |                     |                           |             |
| Kopfbahnhof Streckenanfang (Strecke außer Betrieb)                                                                    |                     | Harissenbucht (Stansstad) | 437 m ü. M. |
| |                     | Ausweichstelle            |             |
| Kopfbahnhof Streckenende (Strecke außer Betrieb)                                                                      |                     | Fürigen                   | 639 m ü. M. |

Die Fürigenbahn (FüB) war eine Standseilbahn in der Gemeinde Stansstad des Kantons Nidwalden in der Schweiz. Sie wurde am 20. April 1924 zunächst als private Erschliessung zwischen dem Vierwaldstättersee und dem Hotel Fürigen eröffnet und 1927 für den öffentlichen Betrieb konzessioniert.

## Geschichte
Auf Initiative des Bauherrn des 1910 eröffneten neuen Kurhotels Fürigen wurde eine Standseilbahn zwischen dem Hotel und dem am See gelegenen hoteleigenen Strandbad in der Harissenbucht in der Nähe von Stansstad am Vierwaldstättersee errichtet. Mit der Verbindung sollte den Hotelgästen der Weg zur kleinen Badeanlage mit Bade- und Bootshaus vereinfacht werden. Die Anlage wurde 1924 eröffnet und drei Jahre später für den öffentlichen Verkehr zugelassen. Mit dem Bau einer Strasse zum Hotel Fürigen begannen defizitäre Jahre für den Betrieb.
Die Konzession wurde 1927 Paul Odermatt (1879–1970), dem Eigentümer des Hotels, erteilt. Nach seinem Tod veräusserten seine Erbinnen (das Hotel und) die Bahn an die neugründete Fürigen Hotel AG.
Letztmals fuhr die Bahn am 31. Oktober 2005, am 31. März 2007 erlosch die Konzession. Das Hotel Fürigen wurde im November 2010 geschlossen.

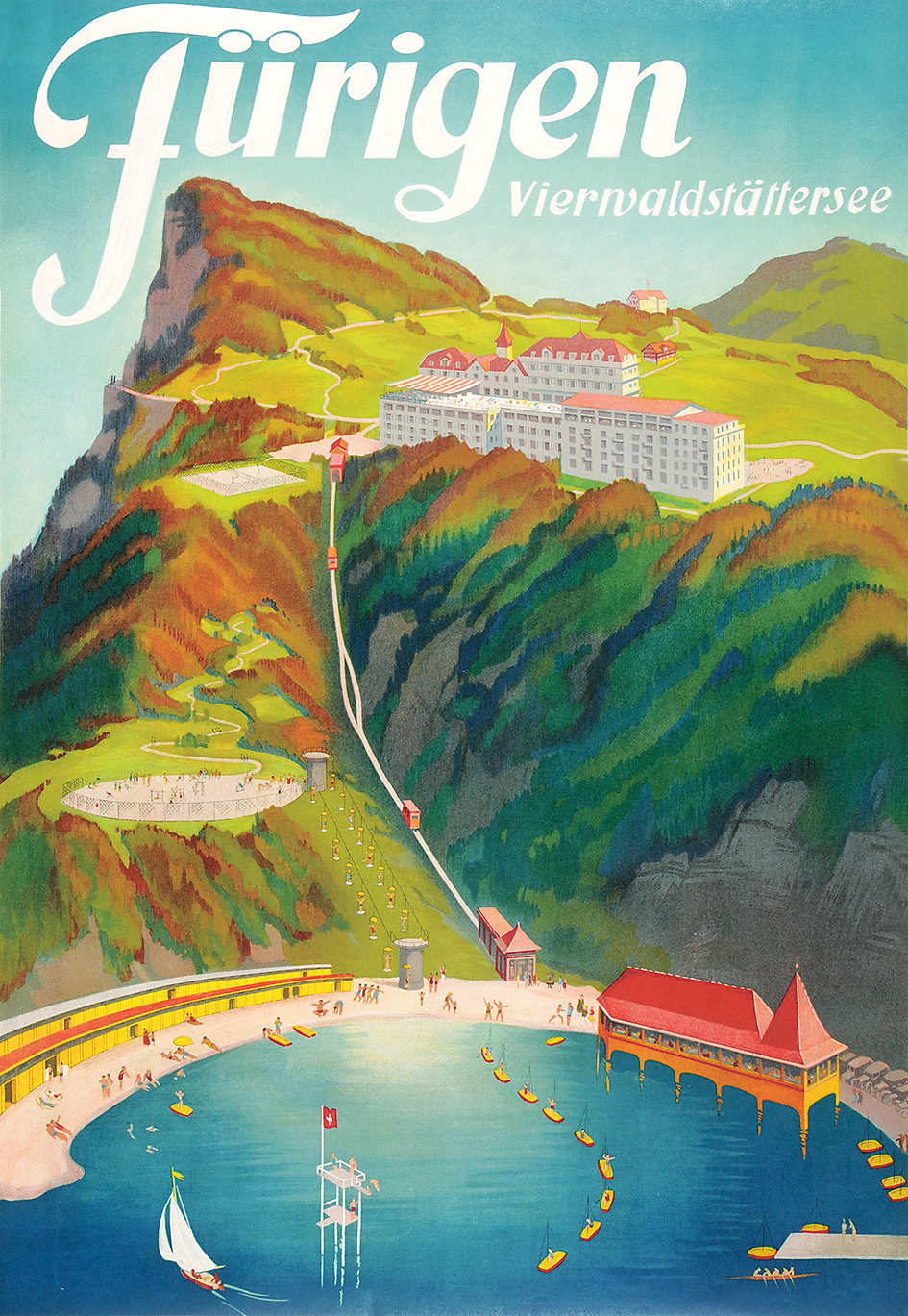
Fürigen-Plakat mit Hotel, Bahn und Strandbad von Otto Landolt (1943)

## Strecke
Die eingleisige Strecke mit Ausweiche und Abtscher Weiche überwand auf einer Länge von 380 Metern eine Höhendifferenz von 200 Metern. Oberhalb der Ausweiche quert eine Brücke aus Bruchsteinmauerwerk eine kleine Schlucht. Zur Zeit der Inbetriebnahme galt die Bahn offiziell als steilste Standseilbahn der Schweiz und Europas.
Die aufwändig gestalteten, filigranen Holzbauten an den Endstationen mit Wartehalle und einseitiger Einsteigetreppe sind unverändert erhalten (Stand 2020).
Die Talstation befand sich bei: 669087 / 203835, die Bergstation bei: 669386 / 203898

## Betrieb
Die Fürigenbahn war die erste Standseilbahn in der Schweiz, die von den Wagen aus ferngesteuert werden konnte. Diese erste Bell-Anlage mit Fernsteuerung nach dem Patent Brown, Boveri & Cie. wurde mechanisch und elektrisch von der Theodor Bell AG in Kriens erbaut. In den ersten Betriebsjahren erbrachte die Standseilbahn täglich 100 Fahrten. In der Hochsaison verkehrte die Bahn alle 20 Minuten, ansonsten fuhr sie auf Anforderung mittels einer Klingel, die eine Anfrage an das Hotel übermittelte, sofern man sich im Wagen in der Talstation befand. Bezahlt wurde beim Aussteigen an der Bergstation. Die Wagen aus einem Metallrahmen und einer hölzernen Kabine fassten 16 Personen. Die Fahrzeit betrug bei einer Geschwindigkeit von 1,6 m/s 4½ Minuten.

## Zukunft
Der 2020 gegründete Verein Interessengemeinschaft Erhalt Fürigen Bahn (IG-EFB) eruiert die Möglichkeiten, die Bahn zu ihrem 100. Geburtstag im Jahre 2024 wieder in Betrieb nehmen zu können.